# Jonathan Dubasin
Jonathan Dubasin (Seo de Urgel, 2 de febrero de 2000) es un futbolista hispano-belga que juega como delantero en el Real Sporting de Gijón de la Segunda División de España.

## Trayectoria
Formado en la Escola de Fútbol Orgèl·lia y las canteras del F. C. Andorra, Club Atlètic Segre y Girona F. C., salió cedido desde el club gerundense a la U. E. Figueres en la Tercera División tras finalizar su formación juvenil. Jugó con el equipo el 1 de septiembre de 2019 al partir como titular en una derrota por 0-2 frente al C. E. Manresa. La siguiente temporada volvió a salir cedido, en esta ocasión a la U. E. Costa Brava que militaba en la Segunda División B.
Su tercera cesión consecutiva llegó de la mano de la U. D. Logroñés para disputar la nueva Primera División RFEF, sucesora de la Segunda B, oficializándose el 3 de agosto de 2021. Es en Logroño donde dio su mejor versión y se consolidó como futbolista, siendo uno de los jugadores clave de la temporada del club. A pesar de ello, la U. D. Logroñés no logró el ascenso de categoría al fútbol profesional, por lo que las opciones de quedarse en el club se esfumaron.
Al término de su cesión, el Girona F. C. ascendió a Primera División, decidiendo no contar con Jonathan. Es así como el 19 de julio de 2022 se oficializó su incorporación al Albacete Balompié por tres temporadas. En la primera de ellas consiguió once goles en 43 partidos. Esta fue la única que estuvo en el club, ya que el 3 de julio de 2023 fue vendido al F. C. Basilea donde, además de jugar en la Superliga de Suiza, iba a tener la oportunidad de disputar competiciones europeas.
El 25 de diciembre de 2023 fue cedido con opción de compra al Real Oviedo. No marcó ningún gol en su paso por el equipo ovetense y la siguiente temporada decidió continuar en Asturias y se fue cedido al Real Sporting de Gijón.

## Clubes
Actualizado al último partido disputado el 5 de mayo de 2025.
| Club                            | País   | Año       | Partidos | Goles |
| ------------------------------- | ------ | --------- | -------- | ----- |
| Girona F. C.                    | España | 2018-2022 | 0        | 0     |
| U. E. Figueres (cesión)         | España | 2019-2020 | 22       | 5     |
| U. E. Costa Brava (cesión)      | España | 2020-2021 | 28       | 3     |
| U. D. Logroñés (cesión)         | España | 2021-2022 | 37       | 12    |
| Albacete Balompié               | España | 2022-2023 | 43       | 11    |
| F. C. Basilea                   | Suiza  | 2023-     | 11       | 3     |
| Real Oviedo (cesión)            | España | 2024      | 23       | 0     |
| Real Sporting de Gijón (cesión) | España | 2024-     | 39       | 8     |